# Woodgate Crest
Der Woodgate Crest ist ein bis zu 2040 m Gebirgskamm im Australischen Antarktis-Territorium. Er ragt in den All-Blacks-Nunatakkern westlich der Churchill Mountains auf.
Das New Zealand Antarctic Place-Names Committee benannte ihn 2003 nach Paul Woodgate, ab 1981 Angestellter der Regierungsbehörde Antarctica New Zealand, der eine Schlüsselrolle beim Transport von Gütern und Personal im New Zealand Antarctic Research Programme einnahm.